# Успенское (Одинцовский район)
Успе́нское — село в Одинцовском городском округе Московской области России, до 2019 года — административный центр Успенского сельского поселения. 
Село в период с 1994 года по 2006 год — центр Успенского сельского округа. Населённый пункт расположен на берегу Москвы-реки, на Рублёво-Успенском шоссе, у его пересечения с 1-м и 2-м Успенскими шоссе.

## Население
| 2002 | 2006 | 2010 |
| ---- | ---- | ---- |
| 252  | →252 | ↗449 |

## Достопримечательности

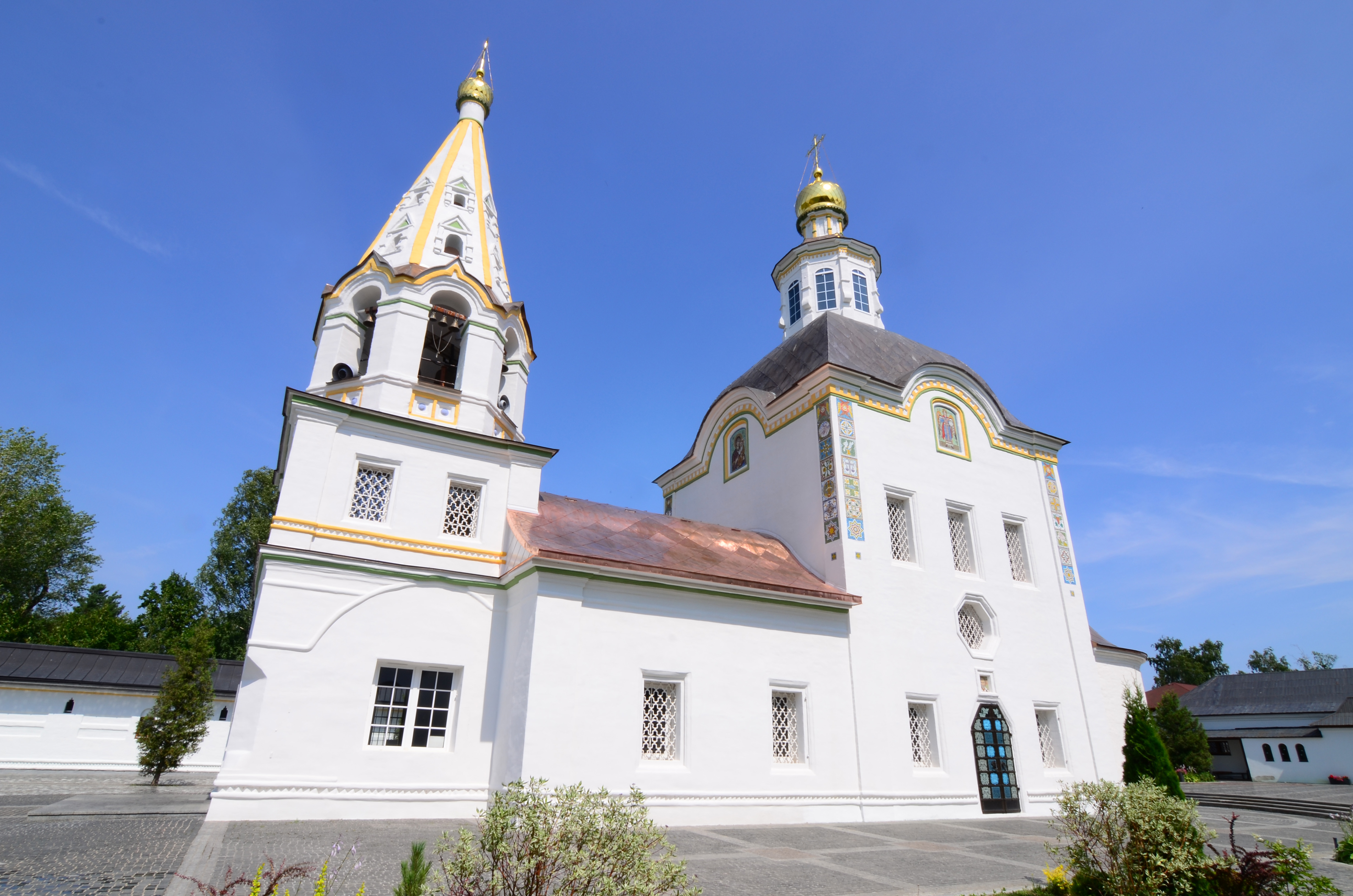
Церковь Успения Пресвятой Богородицы в Успенском

- Церковь Успения Пресвятой Богородицы 1729 года постройки[4] (Советская улица, дом № 13А).
- Замок князя В. Б. Четвертинского, построенный в 1880-е годы П. С. Бойцовым.
- Памятник погибшим односельчанам (у въезда в село).

## Инфраструктура
- Успенская средняя общеобразовательная школа[5]
- Муниципальное дошкольное образовательное учреждение № 25 (село Успенское, дом № 20)
- Отделение Центральной клинической больницы Российской академии наук
- Институт лесоведения Российской академии наук (село Успенское, Советская улица, дом № 21)
- Московский конный завод № 1 (село Успенское, Одинцовский район, Московская область, 143030[6]).
- Успенское кладбище (на северной окраине села)